# Österrikes herrlandslag i volleyboll
Österrikes herrlandslag i volleyboll (tyska: Österreichische Volleyballnationalmannschaft der Männer) representerar Österrike i volleyboll på herrsidan. Laget slutade på åttonde plats vid Europamästerskapet 1999.

### Fotnoter
1. ↑  Todor Krastev (19 mars 1999). ”Men Volleyball XXI European Championship 1999 Vienna (AUT) - 07-12.09 Winner Italy” (på engelska). Sport Statistics. Arkiverad från originalet den 26 juni 2015. https://web.archive.org/web/20150626114310/http://todor66.com/volleyball/Europe/Men_1999.html. Läst 28 juni 2015.